# Ktiv hasar niqqud
Ktiv hasar niqqud (pronúncia em hebraico: [ktiv χaˈsaʁ niˈkud] ; em hebraico:  כתיב חסר ניקוד, literalmente "ortografia sem niqqud"), coloquialmente conhecido como ktiv maleh ( IPA: [ktiv maˈle] ;כתיב מלא,  literalmente "ortografia completa"), são as regras para escrever hebraico sem pontos vocálicos (nicude), muitas vezes substituindo-os por matres lectionis (ו e י). Para evitar confusão entre os sons consonantais e vocálicos, as consoantes ו [v] ) e י [j] ) são duplicadas no meio das palavras. No dia a dia, os nicudes raramente são usados, exceto em textos especializados, como dicionários, poesia ou textos para crianças ou para novos imigrantes.

## Visão geral

### Ktiv haser
Ktiv Haser (em hebraico: כתיב חסר) é uma forma de escrita cujas consoantes correspondem àquelas geralmente usadas em textos com vogais, mas sem o uso explícito do nicude real. Por exemplo, as palavras שֻׁלְחָן  e דִּבֵּר em ktiv haser são escritas como שלחן e דבר.  Em texto com vogais, os nicudes indicam as vogais propriamente, mas quando falta um nicude, o texto se torna difícil de ler para um falante não nativo, e o leitor deve levar em consideração o contexto de cada palavra para saber a leitura correta de cada palavra.
Um exemplo típico de um texto hebraico escrito em ktiv haser é a Torá, lido em sinagogas (chamado simplesmente de leitura da Torá). Para auxiliar os leitores, geralmente é usado um Tikkun, um livro no qual o texto da Torá aparece em duas versões lado a lado, uma idêntica ao texto que aparece na Torá e outra com nicude e cantilação.

### Ktiv male
Dada a dificuldade de falantes não nativos de hebraico em ler um texto sem vogal, o Va'ad ha-lashon introduziu as Regras para a Ortografia-sem-Niqqud (כללי הכתיב חסר הניקוד), que na realidade dita as regras Ktiv male. Este sistema envolvia principalmente a adição de  ו (vav) e  י (yod) para marcar diferentes vogais. Mais tarde, essas regras foram adotadas pela Academia da Língua Hebraica, que continuou a revisá-las, e foram aceitas principalmente pelo público, principalmente para a escrita oficial do hebraico.
O Ktiv haser acabou se tornando obsoleto no hebraico moderno, e a forma Ktiv male já é dominante há décadas em textos que não incluem vogais (nicudes): todos os jornais e livros publicados em hebraico são escritos em Ktiv male. Além disso, é comum que livros infantis ou textos para pessoas com necessidades especiais contenham nicudes, mas escrever em Ktiv haser sem os nicudes é bem raro.

## Regras para escrita sem nicude
Como é a norma para regras linguísticas, as regras de ortografia sem nicude não são totalmente estáticas. Mudanças ocorrem de tempos em tempos, com base na experiência acumulada. Por exemplo, originalmente as regras de ortografia sem nicude ditavam que a palavra אשה  ("mulher") deveria ser escrito sem o י (yod) para distingui-lo de אישה  ("seu marido"), mas atualmente a exceção foi removida e agora a Academia prefere a forma אישה. A última mudança substancial nas regras de ortografia sem nicude foi feita em 1993, e atualizada em 1996. Abaixo tem-se o resumo das regras atuais:
- Cada letra que aparece em um texto com vogal também aparece no mesmo texto sem vogal.
- Depois de uma letra com vogal kubuts (a vogal /u/), a letra vav aparece: קופסה ,הופל , כולם.
- Depois de uma letra com vogal com o holam haser (a vogal /o/) a letra vav aparece: ו  :בוקר ,ישמור
- Depois de uma letra com a vogal hirik haser (a vogal /i/) a letra yod aparece: דיבור ,יישוב. A letra י  aparece nas seguintes situações:
  - Antes de um shva nah, por exemplo:הרגיש מנהג דמיון;
  - Palavras cujas formas básicas não contêm a vogal /i/: ליבי לב ‎איתך את ‎עיתים עת  ;
  - Após letras afixas, como em מביתו, מיד, הילד  e também nas palavras: עם הינה  =הִנֵּה  e flexionado :עימי  ,הינו  etc. ), אם מן;
  - Antesיו  /ju/ ou /jo/):דיון קיום בריות נטיות
- Depois de uma letra com a vogal tsere (a vogal /e/) a letra י   geralmente não aparece [ממד  =מֵמַד  ,אזור  =אֵזוֹר  ], mas há situações em que ela aparece (תיבה הישג)  e em palavras em que o tsere substitui o hirik devido à presença de uma letra gutural (אהחע"ר  :תיאבון שיגעון  ,תיאבד תימצא
- Consonantal ו  (a consoante /v/) é duplicada no meio de uma palavra: תקווה, זווית.  A letra não é duplicada no início ou no final de uma palavra: ורוד ותיק צו. O ו inicial é  duplicado quando uma letra de afixo é adicionada, exceto para o afixo ו-  (que significa "e-"). Desta maneira, a palavra ורוד  tem הוורוד  mas וורוד (isto é, וּוֶרד).
- O י consonantal (a consoante /j/) é duplicada no meio de uma palavra, por exemplo: בניין, הייתה.  A letra não é duplicada no início de uma palavra ou após letras afixadas: ילד ,יצא,=יֵצֵא  ,הילד

Ainda assim, a consoante י (yod) ‎ não é duplicada no meio de uma palavra quando está antes ou depois de um mater lectionis:פרויקט מסוים ראיה  =ראָיָה  ,הפניה בעיה.
Essas regras acima são as regras mais básicas para se escrever sem nicudes. Cada uma tem exceções que estão descritas no manual "כללי הכתיב חסר הניקוד  (Regras de Ortografia sem nicude) que a Academia da Língua Hebraica publica em hebraico.